# Elson Floyd
Elson Silvester Floyd (Henderson, 1956. március 1. – Pullman, 2015. június 20.) amerikai oktató, a Missouri Egyetemrendszer vezetője, valamint a Nyugat-michigani Egyetem hatodik, illetve a Washingtoni Állami Egyetem tizedik rektora, továbbá a Pac-12 Conference igazgatósági tagja.
1956 február 29-én született az Észak-Karolina állambeli Hendersonban. Feleségül vette Carmento Floydot; a párnak két gyermeke született. 2003-ban visszhangot váltott ki, hogy a fekete bőrű Carmento a családon belüli erőszak miatt börtönbüntetését töltő Ricky Clemonsnak azt mondta, hogy ne létesítsen fehér nőkkel párkapcsolatot.
2015. június 5-től rákja miatt távolmaradt munkahelyétől; 20-án a Washingtoni Állami Egyetem bejelentette, hogy a Washington állambeli Pullmanben elhunyt.
Munkásságát az államban széles körűen elismerték; neki köszönhető a WSU-nak nyújtott egymilliárdos bevétel, valamint a gyógyszerészeti iskola kétoldali támogatásának megszerzése.

## Munkássága
Floyd karrierje 1978-ban kezdődött az Észak-karolinai Egyetem Chapel Hill-i kampuszán, ahol a hallgatói ügyekért felelős hivatal, az Általános Főiskola és a Művészettudományi Főiskola vezetője volt. A férfi 1888 és 1890 között az Észak-karolinai Egyetemi Hálózat hallgatói ügyekért felelős alelnök-helyettese volt, ahol a hallgatói és oktatási kapcsolatok fejlesztésében segédkezett a kerülethez tartozó 16 intézmény között.
Elson 1993–1995 között az állami felsőoktatással kapcsolatos fejlesztésekért, elemzésekért és támogatásokért felelős Washington Állam Felsőbb Oktatásának Koordinációs Bizottsága vezérigazgatója volt, 1990 és 1993 között pedig a Kelet-washingtoni Egyetem hallgatói szolgáltatási alelnöke, adminisztratív alelnöke és igazgatósági helyettes vezetője, egyben üzemeltetési igazgatója volt.
A férfi 1995–98 között az Észak-karolinai Egyetem alkalmazásában állt, ahol az adminisztratív ügyekért, az üzemeltetésért, valamint az üzleti kapcsolatokért és pénzügyekért, az emberi erőforrásokért, szolgáltatásokért, hallgatói ügyekért, az IT-szektorért, a fejlesztésekért és a beiratkozások kezeléséért felelt.
S. Floyd 1998. augusztus 6-tól 2003. január 5-ig a Nyugat-michigani Egyetem hatodik rektora volt; az intézményben töltött ideje alatt az Oktatási- és Pszichológiai Támogatási-, valamint a Tanítási-, Tanulási- és Vezetői Tanszékeken is dolgozott.
Elsont 2002. november 11-én a Missouri Egyetem huszonegyedik rektorává választották; a pozíciót négy éven át, 2003 és 2007 között töltötte be. A férfit a Missouri Egyetem hallgatósága tüntette ki az „E-Flo” becenévvel; a vezetővel való kapcsolatukat jelezvén kitűzőket is gyártottak.
Elson S. Floyd 2007. május 21-től a Washingtoni Állami Egyetem vezetői pozícióját töltötte be; munkásságának fő eredményei a következők:
- Az éves kutatási támogatások megháromszorozása (200-ról hatszázmillió dollárra)
- Egymilliárd dolláros tőkefinanszírozás
- Kétoldalú támogatás a gyógyszerészeti iskola megnyitásához
- A beiratkozók számának tizenhét százalékkal való növelése
- A színes bőrű hallgatók arányának 14-ről 26%-ra emelése
- Az everetti kampusz megnyitása

Sem ma, sem máskor nem volt még a WSU-nak Elson Floydnál jelentősebb vezetője.

### E-Flo
Floydnak közvetlen stílusa miatt a Missouri Egyetem hallgatói lapja (The Maneater) az „E-Flo” becenevet adta, amely népszerű lett a diákok között. A WSU kosárlabda- és amerikaifutball-mérkőzésein a rektor gyakran a hallgatói szektorban ült, valamint bárkinek megadta mobilszámát; egyszer a The Daily Evergreen diákújság megbeszélésén a szerkesztők egész csoportjának.
A Missouri Egyetem tanulói 2005-ben „I [szív] E-Flo” kitűzőket készítettek, amelyet később a Washingtoni Állami Egyetem hallgatói a közösségi médiában használták, ezzel támogatva Elsont a rák elleni küzdelmében. A The Daily Evergren egy cikksorozatának minden tagja mellett szerepelt a szimbólum.

### Fizetéscsökkentés
Floyd 2008. november 21-én kérte a Washingtoni Állami Egyetem Igazgatótanácsát, hogy az intézmény pénzügyi nehézségei miatt fizetését csökkentsék százezer dollárra; a rektor bére nem sokkal korábban emelkedett 600 000 dollárról 725 000 dollárra, így a csökkentett fizetése 625 ezer amerikai dollár lett; ez a legnagyobb összeg, amellyel amerikai rektor fizetése valaha is csökkent. Elson azt mondta, a lépéssel példát kívánt mutatni; döntése hetében két másik egyetem rektora is saját bérének visszavágása mellett döntött. 2009. június 16-án Elson Floyd bejelentette, hogy az ő és más igazgatótanácsi tagok fizetése további öt százalékkal lesz kevesebb.

### Tagságai
Floyd több szervezetnek is tagja volt; ezek az Amerikai Oktatási Tanács Vezetői és Intézeti Hatékonyság Bizottsága (2004-től) , a Knight Főiskolaközi Atlétikai Bizottság (2003-tól), George W. Bush Fehér Házi Tanácsadó Testülete Történelmi Fekete Főiskolák és -Egyetemek Kezdeményezése (2002-tól), a Darlington Iskola Igazgatótanácsa (1997–2000), valamint az Államok Oktatási Bizottsága (1993). Elson 1999-ben megkapta a Harry S. Truman Ösztöndíjat, továbbá 2012. november 15-én részt vett Jay Inslee kormányzójelölt kampányában is.

### Díjai és kitüntetései
Floyd 2004-ben megkapta az Észak-karolinai Egyetem Chapel Hill-i kampuszának Kiváló Öregdiák-díját, valamint ugyanezen évben korábbi alma matere, a georgiai Darlington Iskola is ezzel díjazta. Elson az Amerikai Közkapcsolati Társaság Közép-missouri-i Missziójának Év Kommunikátora díjának 2005-ös-, valamint az Északnyugat-missouri-i Sajtóegyesület közszolgálati James C. Kirkpatrick 2004-es díjának nyertese.
2015-ben a férfi az oktatás fejlesztéséért és támogatásáért megkapta a CASE Vezetői díjat, amely a témában elérhető legmagasabb elismerés.
2015-ös halálát követően a Nyugat-michigani Egyetem Igazgatótanácsa úgy döntött, hogy a 31 900 négyzetméter alapterületű, a Mérnöki és Alkalmazott Tudományok Főiskolájának otthont adó építményt Elson S. Floyd-csarnoknak nevezik el, amely az intézmény legnagyobb épülete. A komplexum tervezése és építése Elson WMU-n eltöltött ideje alatt zajlott.

## Fordítás
Ez a szócikk részben vagy egészben  az   Elson Floyd című angol Wikipédia-szócikk ezen változatának fordításán alapul.  Az eredeti cikk szerkesztőit annak laptörténete sorolja fel. Ez a jelzés csupán a megfogalmazás eredetét és a szerzői jogokat jelzi, nem szolgál a cikkben szereplő információk forrásmegjelöléseként.